# 五氟化铌
五氟化铌，也称氟化铌(V)，化学式为NbF5。它是一种无色的单斜晶体，通常用作铌化学的起始原料。

## 制备
五氟化铌是从铌矿石中提炼金属铌的中间产物。它也可由金属铌在250至300°C发生氟化反应制得，氟化剂可使用氟气、无水氟化氢或二氟化锡。将五氟化铌蒸汽在派热克斯玻璃或石英玻璃管中浓缩，然后在120°C下真空升华即可收集到无色晶体。如果与无水氟化氢反应，则会生成五氟化铌与三氟化铌的混合物。
{\displaystyle {\rm {\ 2Nb+5F_{2}{\xrightarrow {\Delta }}2NbF_{5}}}}
{\displaystyle {\rm {\ 2Nb+5SnF_{2}{\xrightarrow {\Delta }}2NbF_{5}+5Sn}}}
如果将金属铌溶于浓硝酸和氢氟酸的混合酸（或浓氢氟酸），蒸干溶液并灼烧残渣可得到一氟二氧化铌（NbO2F），因此不常用该法制备五氟化铌。
五氟化铌也可由氟气、氟化锌、无水氟化氢与五氯化铌反应制得：
{\displaystyle {\rm {\ 2NbCl_{5}+5F_{2}{\xrightarrow {\Delta }}2NbF_{5}+5Cl_{2}}}}
氟配合物热分解法也经常被使用：
{\displaystyle {\rm {\ (BrF_{2})NbF_{6}{\xrightarrow {\Delta }}BrF_{3}+NbF_{5}}}}
{\displaystyle {\rm {\ K_{2}NbF_{7}+2AlF_{3}{\xrightarrow {1073K}}KAlF_{4}+NbF_{5}}}}

## 性质
五氟化铌吸水性很强，在空气中就会潮解，但速率较慢不冒烟。因此不可能在水溶液中制得五氟化铌。五氟化铌气态时为三角双锥形分子，液态时为双聚体，固态时为四聚体。固态五氟化铌是由四个[NbF6]八面体组成的，铌不仅与五个氟原子成键，还互相通过金属—金属键形成四边形的骨架。液态五氟化铌还会发生自耦电离：
{\displaystyle {\rm {\ 2NbF_{5}\rightleftharpoons NbF_{4}^{+}+NbF_{6}^{-}}}}（小于1%）
五氟化铌是强路易斯酸，可溶于水和酸。溶解的过程还伴随着水解，产生氟氧化铌和氢氟酸。与碱溶液反应产生组成不定的水合五氧化二铌沉淀。